# Příspěvek k dějinám radosti
Příspěvek k dějinám radosti je román české spisovatelky Radky Denemarkové z roku 2014, jehož povzbudivě znějící název kontrastuje s tématem, kterému se román věnuje. Tím je sexuální násilí na ženách a jeho bagatelizace, kdy oběti nenajdou u druhých zastání a musí se s následky znásilnění potýkat celý život. Kniha zdůrazňuje rozsáhlost tohoto problému, který překračuje nejen hranice zemí ale i dějinná údobí.
Příběh obsahuje dvě hlavní dějové linie, kdy v jedné vystupuje policista, který vyšetřuje domnělou sebevraždu postaršího podnikatele a během vyšetřování se zamiluje do jeho ovdovělé manželky. V linii druhé čtenář nahlíží konání tří starých dam, které si za cíl života zvolily napravování nepotrestaných zločinů znásilnění a které se zrovna snaží přivést k zodpovědnosti majitele exotické restaurace, jenž se podílí na hromadných znásilněních dospívajících školaček. Obě dějové linie postupně splynou v jednu a smrt podnikatele se ukáže být střípkem v promyšlené mozaice léty trvajících aktivit trojice dam.
V knize se objevují časté metafory na motivy ptáků, především vlaštovek, a text dovoluje na mnoha místech rozdílnou interpretaci. I přes popis vyšetřování v jedné z dějových linek se nejedná o čistou detektivku. Román má úvahové pasáže, komentuje historické události, zahrává si hojně s lyrizací textu aniž by sklouznul k drsným popisům znásilnění. Kniha sestává ze šesti kapitol vložených mezi prolog a epilog, k nimž je připojen dodatek zdánlivě nesouvisející s hlavním textem. Tento dodatek obsahuje jednak seznam hudebních nahrávek jedné z trojice dam a několik úryvků z knihy o Edvardu Benešovi psané další dámou z trojice.
Román se setkal povětšinou s kladným přijetím, ačkoliv se našly i lehce kritické hlasy. Textu je vytýkána přílišná lyrizace a nadužívání motivu vlaštovek, sklon k tezovitosti či to, že styl je upřednostňován nad obsahem, který se postupně rozmělňuje. Vlaštovčí motivy a složité metafory byly ale též označeny jako prvky, který celý text upevňují. Román získal švýcarskou cenu Spycher: Literaturpreis Leuk za rok 2019 a autorka za něj obdržela na rok 2019 literární stipendium H.C. Artmann-Literaturstipendium rakouského města Salcburku. Kniha byla přeložena do polštiny, němčiny, srbštiny, slovenštiny, španělštiny, bulharštiny a italštiny.

## Děj
Děj se otevírá v prologu situací z indického autobusu, kde skupina mužů s tyčemi hromadně znásilní mladou ženu

a dále se rozvíjí podél dvou dějových linek, které se na konci knihy propojí. Text přeskakuje z jedné linky do druhé a obě linie jsou tak rozvíjeny souběžně. Navíc jsou některé aspekty děje zjevné až retrospektivně. V následujícím jsou pro přehlednost obě dějové linie shrnuty zvlášť a chronologicky.

### Policista a Vdova
V přepychové vile na kraji Prahy je jeden podzimní den nalezeno uškrcené tělo majitele domu, téměř sedmdesátiletého vitálního podnikatele. Vyšetřující policista nevěří názoru svého nadřízeného, že šlo o sebevraždu, a rozhodne se i přes jeho protesty ve vyšetřování pokračovat. Prvotní podezření padá na nebožtíkovu mladou a pohlednou vdovu. Navzdory úředním postupům se policista záhy do vdovy zamiluje a tato matka tříletého synka lásku opětuje. Navážou spolu milostný vztah. Po celý děj jsou tyto dvě postavy označovány prostě jen jako Policista a Vdova.
V rámci vyšetřování je Policista přiveden na stopu Birgit Stadtherrové, u níž se měl mrtvý krátce před smrtí zastavit a která přebývá v jednom domě v historickém centru Prahy pod Petřínem. Birgit je momentálně spolu s Dianou Adlerovou a Erikou Eisovou v zahraničí. Policista se tak sám vloupá do domu pod Petřínem a kromě obyčejně vyhlížejících pokojů starých dam objeví v přízemí i ohromný archiv filmové společnosti SWALLOW. Procházení tamní kartotéky ho zcela pohltí a tráví tam čím dál více času, přičemž mu začíná docházet smysl, který jednotlivé složky mají. Místo o filmy se jedná o záznamy znásilněných žen, které v naprosté většině případů nedošly spravedlnosti. Spravedlnost tak do rukou vzala trojice dam v čele s Dianou a pachatele znásilnění samy zklikvidovaly.
Jedním takovým je i mrtvý podnikatel z okraje Prahy. Z Policistova zkoumání vyplývá, že nebožtík obtěžoval nebo přímo znásilnil několik svých asistentek. Případy se nejprve ututlaly, po odsouzení byl propuštěn na prezidentskou amnestii. Policistův neklid a zhnusení s každým dalším přečteným případem v kartotéce vzrůstá a nakonec se o archivu zmíní Vdově a zavede ji tam s sebou. Z připravených a dosud prázdných přihrádek vyrozumí, že se trojice dam brzy do domu pod Petřínem vrátí.

### Tři dámy
Tři staré dámy, konkrétně dobrosrdečná Američanka Diana Adlerová, koketní Češka Birgit Stadtherrová a zbožná Němka Erika Eisová odlétají do Anglie, kde se v jednom městě snaží k zodpovědnosti dohnat skupinu mužů kolem majitele uxorsko‑hiomské restaurace, Yusufa. Diana kontaktuje Julii, dívku s problémovým chováním, která po několikanásobném znásilnění Yusufem otěhotněla. Na její přání zařídí Diana potrat a snaží se Julii přimět, aby o znásilnění promluvila. Současně vede Birgit kurz tvůrčího psaní, na nějž se přihlásí i Milenka, nadaná školačka, která v rámci cvičení na papír sepíše svoji první zkušenost se znásilněním, ke kterému došlo skupinou mužů v domě naproti Yusufově restauraci. Prvotním pojítkem mezi znásilněnými dívkami a Yusufem je imponující školačka Medová, jež k Yusufovi pod různými falešnými záminkami dívky vede a vyhrožováním je pak nutí mlčet. Medová samotná byla přitom Yusufem před dvěma lety znásilněna. Otřesný zážitek vytěsnila tak, že se do Yusufa zamilovala a dohazuje mu nové dívky.
Yusuf je v čele celého gangu mužů, kteří se vždy shromáždí v jeho restauraci a na předem připravený nenápadný signál přejdou do domu naproti, kde se nachází uzavřený klub. Tam jsou dívky nejprve opity a zdrogovány a posléze hromadně znásilňovány za zvuků tlumené hudby v oparu cigaretového kouře. Medová působí na škole exkluzivním dojmem a tak se školačky přetahují o její přátelství. Ona sama s nimi chodí do drahých obchodů a nakonec je například pod záminkou modelingového focení zavede do Yusufova klubu. Jediná oběť, která se policii snažila ohlásit, byla před rokem Julie. Celá aféra však vyšuměla a Julii Yusufovi muži následně potrestali. Na osvobození pachatelů se tehdy podílela i mladá sebevědomá právnička Štika, se kterou si Diana zařídí setkání a penězi ji přiměje znovu otevřít případ, tentokrát s novými oběťmi a svědectvími. Souzeno je nakonec téměř dvě stě osmdesát mužů, Medová se soudu vyhne. Všechny dotčené dívky ale u soudu všechno zapřou a všichni jsou nakonec pro nedostatek důkazů osvobozeni. Tři dámy proto přistoupí ke svému obvyklému kroku. Diana si s Yusufem a Medovou domluví soukromou lekci jógy a v jejich bytě je coby pachatele znásilnění uškrtí. Jejich smrt je interpretována jako společná sebevražda.
Podobné vraždy dámy v čele s Dianou provádějí již od konce druhé světové války, kdy se poprvé potkaly. Snaží se tak dovést do konce záměr jejich mrtvé přítelkyně Ingrid. Ingrid byla coby polská židovka za války v ghettu ve svých 15 letech ponížena od nacistických filmařů, kteří jí a další pohledné ženy nutili točit lesbické i heterosexuální porno. Následkem toho se v obranném gestu z Ingrid stala dohazovačka mladých dívek nacistům. Po válce se snažila o potrestání sexuálních zločinů provedených za války. Když se však setkala s většinovým nepochopením, spáchala Ingrid sebevraždu. Eriku v jejích 12 letech znásilnili ruští vojáci a Birgit si prošla těžkým komunistickým vězením jako trestem za pokus o neoprávněné překročení hranic. Diana se s Erikou a Birgit potkala coby vojačka těsně po válce a celý podnik je financován penězi z pozůstalosti Dianina manžela, Maxe, který za života v jejím konání svou manželku podporoval.

### Rozuzlení a dodatky
Při návratu do Prahy na tři dámy již v domě pod Petřínem čeká Policista. Po výměně názorů a přiznání se k vraždě podnikatele si Diana vymůže týdenní odklad, během něhož všechny tři dámy odletí na německý ostrov Usedom a ubytují se v místním luxusním hotelu. Tam se dámy rozhodnou ukončit svoji činnost a po pár dnech se po nich slehne zem. Naposledy jsou viděny náhodným běžcem na pláži, jak v sukních kráčejí směrem do vody. Policista nakonec vraždění starých dam zamlčí, případ ukončí jako sebevraždu, opouští Prahu a rozhodne se s Vdovou a jejím synkem začít nový společný život.. Dům pod Petřínem skončí v plamenech.
K závěru knihy je doplněn obsáhlý dodatek v podobě na první pohled nesouvisejících poznámek a úryvků. Nejobjemnějším z nich jsou útržky z knihy připravované Birgit Stadtherrovou o životě Edvarda Beneše. Ten je popisován velmi kriticky, jako chytrý ale zbabělý muž britského střihu, který touží mít pouze moc a klid. Udržuje si noblesní chování, ale pohrdá lidmi nižšího postavení a ženami.

## Styl a kontext

### Styl
Kniha má prvky detektivního románu, eseje, grotesky či psychologizující studie. Současně se ale netopí ve „vágních, rádoby existencialistických prohlášeních o krizi jazyka, identity, mezilidských vztahů atd.“ Text je vystavěn na dialozích a užívá nevlastní přímé řeči, která „promluvy nefixuje jednoznačně ke konkrétním postavám, a umožňuje tak experimenty s jejich přesouváním“. Samotná autorka se nechala slyšet, že každý má mít možnost si text interpretovat po svém. Styl Denemarkové byl některými připodobněn k tvorbě spisovatelek Herty Müllerové a Elfriede Jelinekové.
Text obsahuje množství metafor a symbolů, z nich těmi nejvýraznějšími a nejčastějšími jsou metafory ptačí. Ty se projevují například při popisu charakteristických vlastností hlavních postav (nevinná hrdlička, bonzující sojka apod.), ale ptačí říši se přizpůsobuje i volba sloves pro popis chování hlavních postav, viz příslušný úryvek v sekci "Ukázky" níže. Trojice postarších dam si doma pouští hudební nahrávky nazvané po ptácích, příjmení Diany Adlerové vychází z německého Adler znamenajícího „orel“, jména filmových společností SWALLOW a QUAIL, za něž trojice žen kryje svoje aktivity, anglicky znamenají „vlaštovka“, resp. „křepelka“. V textu se objevují pasáže, kde jsou mladé dívky popisované výčtem mnoha ptačích druhů, viz též jednu z ukázek. Zdaleka nejčastěji jsou však v metaforách použity vlaštovky. Ty se v ději objevují nejen fyzicky za okny domů, jako „vlaštovky“ je označována často i trojice hlavních hrdinek a především tito ptáci v knize symbolizují znásilněné ženy a dívky.
Některé další metafory jsou víceznačné, například „dívka zvaná Medová má nejen medově plavé vlasy, ale je i medově sladkou návnadou.“ Text získává zvláštní atmosféru tím, že důsledně rozlišuje mezi osobností a jejím tělem, což „může rezonovat s pocitem znásilněných dívek, snažících se vytěsnit traumatizující zážitek ze svého vědomí.“ V textu se často vyskytují slova vysázená v kurzívě — v naprosté většině je takto vysázeno slovo „jen“. Důvod tohoto zdůraznění vyplývá z následující pasáže, kde se Diana po konci války domáhá došetření případu Eričina znásilnění:
Vojáci v předsíni mluvili rusky. Vojáci na poli mluvili německy. Erika neřekne, jak se jmenuje. Matka ji před sebou strká a nabízí Rusům; s nadějí, že zachrání dům. Stodoly. Poslední krávu.
Vyskočí z okna. Krávu zachrání, rodinu postřílejí a natáhnou si na oteklá lýtka bratrovy a tátovy holínky.
Dianu rozlítí slůvko jen. Domáhá se došetření Eričina případu. Obracejí oči v sloup. Ani papíry nemá. Lapálie nikoho nezajímají. Byla JEN znásilněná.
Příspěvek k dějinám radosti, str. 176—177
Podobně vyznívající úryvek se objevuje i při popisu soudního procesu s Yusufem a spolupachateli:
Jeden z pravidelných návštěvníků Yusufova bytu řekne, že o znásilnění z jeho strany nikdy nešlo, protože jim JEN strkal prsty do vaginy.
Příspěvek k dějinám radosti, str. 206
Stejně jako v jiných Denemarkové dílech, i zde význačnou roli hraje „slovo“. V textu se objevují konstrukce typu: „Rozkopnout slova krumpáčem jako zmrzlou zeminu. Tít do živého. Aby se slova vylíhla a vzlétla, čilá a pravdivá. Rychle, než je
svět zkrotí a naučí lhát.“ — str. 130  .

### Téma
Text se snaží bojovat proti rozšířené mylné představě, že podstatou znásilnění je sex s obětí. Sex jako takový není odsuzován, zdůrazňováno je násilí, ponížení a trauma, které si s sebou oběti po zbytek života nesou. Slovy Kláry Kubíčkové: „Autorka se vyhýbá prvoplánovému líčení násilí, přesto se román zarývá hluboko do kostí. Paralelně rozvíjí Policistův vztah, aby ukázala, že znásilnění nemá nic společného se sexem.“ Kniha si při popisu vypjatých scén zachovává dostatečný odstup.
Ačkoliv Denemarková ve svém románu vystupuje tvrdě proti mužským násilníkům a pachatelům znásilnění, nejedná se o tendenční text, který by vystupoval obecně proti mužům. Slovy Jiřího Lojína: „Radka Denemarková se proti potenciálnímu nařčení z feminismu preventivně brání ústy jedné ze svých hrdinek, neháže všechny muže do jednoho pytle a nemluví o sexu s odporem a despektem.“ Sama autorka k tomu v rozhovoru pro Echo24 říká: „Kdyby se to dělo mužům, tak se ozvu stejně. Ale nevím, že by někde považovali muže za méněcennou bytost. Děje se to jenom ženám a dětem. A tohle nevyřeší ani feminismus. Je to boj za lidská práva. Je to snaha o humanismus.“ Autorka vystupuje i proti postavení žen vnucenému náboženstvím.

### Kontext
Postava Birgit Stadtherrové se objevuje už v autorčině prvotině A já pořád kdo to tluče, ačkoliv v Příspěvku k dějinám radosti působí vyrovnaněji, klidněji, stále však nekompromisně. Spisovatelka Stadtherrová je autobiograficky laděná postava zprostředkovávající některé názory samotné autorky, ačkoliv Denemarková sama v rozhovorech zdůrazňuje, že „co si myslí postava, neznamená, že si to automaticky myslí i její autor.“ Autorka charakterizuje Birgit Stadtherrovou následovně: „Birgit je sympatická, divoká, intenzivní, chytrá, ale zároveň nesnesitelná, protože říká pravdy o světě, které nikdo nechce slyšet.“ V románu se objevují i další autobiografické prvky, jako třeba zmínky o ostrovech Amrum a Usedom, kam Denemarková jezdí pravidelně tvořit.
V románu se objevují i motivy, které autorka použila ve svém pozdějším románě Hodiny z olova. Kromě metaforické role některých ptačích druhů to je například výslovné užívání slova „tělo“ pro zdůraznění rozdílu mezi tělem, které je zneužíváno, a osobností, která v tomto těle žije, či anonymní pojmenování hlavních postav namísto užívání jejich jmen. V obou románech se objevují ale i další, konkrétnější, pasáže, jako například zmínka o antisemitských a mysogynních názorech rakouského filozofa Otty Weiningera, které byly později převzaty nacisty.

## Ukázky
- V textu se často vyskytují odkazy na ptáky a tomu se přizpůsobuje i volba sloves. V následující ukázce je popisováno, jak studentka Medová pro své komplice vyhledává mladé dívky, budoucí oběti znásilnění:

Hejno ochmýřených, zmatených ptáčat učí Medová létat. Cvrlikání se jim zadrhne v hrdle. Políbí je na zobáček. Vyklove jim oči a přistřihne křidýlka. Medová jim dá zadarmo drogy. Medová zná byt na hlavní tepně. Medová má peníze. Medová je bujná vrátná, mává před očima klíčem ke svatyni, klíčem otáčí mezi stydkými pysky panen, pouští šťávy a rajcuje ji to. Jejich mysl se miluje s Medovou, zatímco těla jim drancují.
Je to sup, pomyslí si Erika.
Ne, od supa se pro šerednost každý odvrátí a odfrkne si. Je to vzácná a půvabná kukačka přitvořitelka. A kolem ní cvrlikají a švitoří a štěbetají a šveholí a čechrají si peříčka andulky a hrdličky a cácorky a jiřičky a břehule a žežulky a moudivláčci a sýkorky a modřinky a lindušky a čečetky a křivky a holubičky a žvatlavá kavčata.
Medová je bohorovná. Ze všech naseká vyjevené hýly, psssst.
Příspěvek k dějinám radosti, str. 170
- Na naléhání Diany, Birgit a Eriky otevře právnička Štika soudní proces, v němž jsou Yusuf a jeho komplicové obviněni z hromadných znásilňování mladých školaček. Jedním z důkazů, který ale nakonec není v procesu použit, je text napsaný jednou z obětí, Milenkou, v němž podrobně popisuje svůj otřesný zážitek i ústřední roli studentky Medové, která se procesu vyhla:

[...] Nejsou to kluci, jak Medová slibovala. A nebude módní přehlídka, na kterou mě nalíčí, jak slibovala. A nebudeme se fotit pro modelingové agentury, jak slibovala. [...] Z prstů mi vykroutí nekouřenou cigaretu, hadí popel odpadne, muž ho zachytí do dlaně. Dlaň sevře v pěst. Zbytek cigarety přiloží ke rtům, vysaje. Podívám se mu do očí. [...] Vrátí se, nic neřekne, chytne mě kolem boků, leknu se, že si všimne vystouplých kyčli. Rozvlní si mě, při tanci mi zajede dlaní do kalhotek a stiskne mi zadek, zamrazí mě, je mi to nepříjemný, ale tady se nekřičí, tady by se mi vysmáli a už by mě sem Medová nikdy nepozvala, už bych neměla šanci na jiný život. Prstem mi zajíždí mezi půlky, kolík se sune. Já tohle nechci, vytrhnu se, chci odejít. [...] Jeden mě drží a ostatní se střídají. Jako by mi do těla bušili a mlátili kladivem ze všech stran v ďábelském stroji [...] Když přijdu k sobě, stojí tu nade mnou Medová. Tváří se, jako by se nic nestalo. Zavolej policii. To chci říct, ale slova přes rty neproklouznou, rty bolí, všechno bolí, jsem potrhaná jako zvíře. [...] Proměněná Medová si zapálí. Už se nechová jako přítelkyně, už se nechová jako máma, ke které jsem se upnula. Suše řekne, že se nic nestalo. O tomhle neceknu. [...]
Příspěvek k dějinám radosti, str. 211—213
- Ačkoliv jsou v knize téměř všichni pachatelé muži, autorka na různých místech výslovně zdůrazňuje, že se nesnaží o slepou kritiku všech mužů. Takovými místy jsou následující dva úryvky, kde v tom prvním se Diana zamýšlí nad projevy utrpení obou pohlaví a v tom druhém Birgit vysvětluje svou pozici Policistovi:

Diana se nadechne. Kdyby měla před sebou ještě několik let, věnovala by se jen a jen mužským tělům. Připojila by se k jinému hejnu. Ženská oběť a mužská oběť reagují rozdílně a stát se obětí neznamená stát se lidštějším. Ženská oběť je pochroumaná, ponížení nese životem jako cejch, přitahuje další násilníky. Mužská oběť, jak vypozorovaly vlaštovky, se stane i zabijákem. Protože tělo chce zapomenout na ponížení a na bolest; mužské tělo chce zapomenout na minulost jinak. Za ponížení považuje i to, když něčeho dosáhne s cizí pomocí; vlaštovka spadlá na zem v mužském těle by neunesla fakt, že vzlétnout může jen s cizí pomocí. Nikdy by to neodpustila ostatním vlaštovkám. Zničila by hejno. Oběť uniká a unikne, jen když zabije nebo poníží ještě někoho slabšího a přemůže ho. A vždycky přemůže dítě a v drtivé většině přemůže ženu.
Příspěvek k dějinám radosti, str. 51
Zlo vymýtíte nekompromisností. A i to je otázka lidských práv. Jedna skupina lidí byla znevýhodněna. Pokud by ženy znásilňovaly a zotročovaly muže, zastaneme se mužů. Já mám muže moc ráda. Sex s muži mám moc ráda. To je ta největší radost. Ale k moci se nedostanete vždycky jen tak, že vyzvete establishment na souboj.
Příspěvek k dějinám radosti, str. 234